# الساندرو فابری (بازیکن فوتبال)
الساندرو فابری (انگلیسی: Alessandro Fabbri؛ زادهٔ ۱۱ مارس ۱۹۹۰) بازیکن فوتبال اهل ایتالیا است.